# ジェーン・ウィードリン

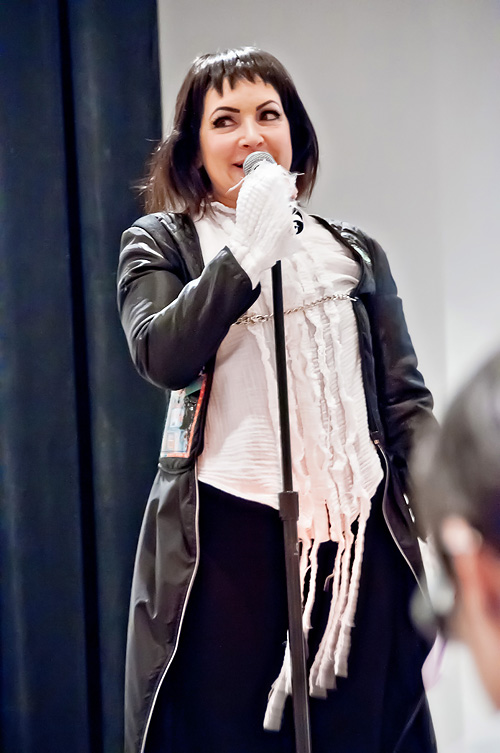
ジェーン・ウィードリン

ジェーン・ウィードリン（Jane Wiedlin 、1958年5月20日- ）は、アメリカ合衆国のミュージシャン、シンガーソングライター、女優である。ニュー・ウェイヴのバンド、ゴーゴーズのリズム・ギターとバック・ボーカル担当として知られている。また、ソロでミュージカルでも活動している。

## 略歴
ジェーン・ウィードリンは、アメリカ合衆国ウィスコンシン州ウォキショー郡オコノモウォック出身。
リズム・ギターとバック・ボーカル担当として、ベリンダ・カーライルとともに、女性だけのロック・グループで史上初の全米1位を獲得したバンドとして有名なゴーゴーズを結成し、デビューした。
ジェーンはいち早く脱退し、アルバム『ブルー・キッス』でソロ・デビューを果たすが、評論家からは酷評され、セールスも惨憺たるものであった。ゴーゴーズは1985年に解散。ベリンダがソロ・デビューすると、「マッド・アバウト・ユー」（Mad About You）のヒットを放ち、一足早くスターになった。
1988年に2枚目のアルバム『FUR (ファー)』を発表。よりポップなサウンドとなり、シングル・カットした「ラッシュ・アワー」（Rush Hour）は全米シングル・チャートで9位を記録するヒットとなり、全英12位と彼女にとって初のソロ・ヒットをもたらした。なお「ラッシュ・アワー」は、日本では当時島津製作所のテレビCMでもオンエアされ、彼女自身もこのCMに出演している。
現在は、時々行われるゴーゴーズのコンサート以外に女優や声優としても活躍している。

## その他
- クール・プレイス（Cool Places） - スパークスとのコラボで、ビルボードHOT 100の49位のヒットとなった。ウィードリンは一時期自分でスパークスのファン・クラブを運営していたことがある。

## ディスコグラフィ

### アルバム
- 『ブルー・キッス』 - Jane Wiedlin (1985年)
- 『FUR (ファー)』  - Fur (1988年)
- 『タングルド』 - Tangled (1990年)
- 『ベスト・オブ・ジェーン・ウィードリン』 - The Very Best of Jane Wiedlin: From Cool Places to Worlds on Fire (1993年)
- Kissproof World (2000年)

### シングル
- "Blue Kiss" (1985年)
- 「ラッシュ・アワー」 - "Rush Hour" (1988年)
- "Inside a Dream" (1988年)
- 「ワールド・オン・ファイヤー」 - "World on Fire" (1990年)